# Three Way (Tennessee)
Three Way è un comune degli Stati Uniti d'America, situato nello Stato del Tennessee, nella Contea di Madison.